# Through the Past, Darkly (Big Hits Vol. 2)
A Through the Past, Darkly (Big Hits Vol. 2) a The Rolling Stones második hivatalos válogatásalbuma, amely 1969. szeptember 12-én, néhány hónappal Brian Jones halála után jelent meg. A borító a zenekar utolsó fotózásán készült, amin még Jones is részt vett.
Az albumot Jones emlékének ajánlották. Limitált példányszámban megjelent nyolcszögletű tasakban is. Mivel az első válogatásalbum brit és amerikai kiadása különbözött (az Aftermath idejéből való dalok csak a brit kiadáson szerepeltek), az amerikai kiadáson csak kislemezdalok szerepeltek.
A brit kiadás tartalmazta a "You Better Move On" című dalt a Rolling Stones első középlemezéről, valamint az Aftermath idején felvett "Sittin' on a Fence"-t, ami korábban csak a Flowers című válogatáson jelent meg. Ezek mellett több, korábban csak kislemezen megjelent dal először kapott helyet egyetlen albumon: "Let's Spend the Night Together", "Ruby Tuesday", "We Love You", "Dandelion" és a "Honky Tonk Women".
A Through the Past, Darkly (Big Hits Vol. 2) mindkét kiadása népszerű lett, a brit és amerikai listákon a 2. helyet érte el.
A brit kiadást jelenleg nem gyártják.

## Az album dalai
Minden dalt Mick Jagger és Keith Richards írt, kivéve, ahol jelölve van.

### Brit kiadás
1. "Jumpin' Jack Flash" – 3:43
2. "Mother's Little Helper" – 2:47
3. "2000 Light Years from Home" – 4:46
4. "Let's Spend the Night Together" – 3:36
5. "You Better Move On" (Arthur Alexander) – 2:39
6. "We Love You" – 4:22
7. "Street Fighting Man" – 3:15
8. "She's a Rainbow" – 4:13
9. "Ruby Tuesday" – 3:18
10. "Dandelion" – 3:33
11. "Sittin' on a Fence" – 3:02
12. "Honky Tonk Women" – 3:02

### Amerikai kiadás
1. "Paint It, Black" – 3:23
2. "Ruby Tuesday" – 3:18
3. "She's a Rainbow" – 4:13
4. "Jumpin' Jack Flash" – 3:43
5. "Mother's Little Helper" – 2:47
6. "Let's Spend the Night Together" – 3:36
7. "Honky Tonk Women" – 3:02
8. "Dandelion" – 3:33
9. "2000 Light Years from Home" – 4:46
10. "Have You Seen Your Mother, Baby, Standing in the Shadow?" – 2:35
11. "Street Fighting Man" – 3:15